# Liste des épisodes de Torchwood
Cet article présente la liste des épisodes de la série télévisée britannique Torchwood.
Torchwood est une série télévisée britannique de science-fiction créé par Russell T Davies, un spin-off de la reprise en 2005 de la série de science-fiction Doctor Who. Torchwood a diffusé en 4 saisons entre 2006 et 2011. La série a modifiée sa chaîne de diffusion pour chaque saison pour refléter son audience croissante, passant de BBC Three à BBC Two puis à BBC One et acquérir un financement américain pour sa quatrième et dernière saison lorsqu'elle est devenue une coproduction de BBC One et Starz.
Contrairement à Doctor Who, dont le public cible comprend à la fois des adultes et des enfants, Torchwood s'adresse à un public plus âgé. Au cours de sa diffusion, l'émission a exploré un certain nombre de thèmes ; parmi ceux-ci, l’existentialisme, les relations homosexuelles et bisexuelles et les explorations de la corruptibilité humaine étaient au premier plan. Au cours du spin-off, 41 épisodes de Torchwood ont été diffusés en 4 saisons.

## Aperçu
| Saisons | Saisons                                        | Épisodes | Diffusion originale | Diffusion originale | Diffusion originale |
| Saisons | Saisons                                        | Épisodes | Première diffusion  | Dernière diffusion  | Plateforme          |
| ------- | ---------------------------------------------- | -------- | ------------------- | ------------------- | ------------------- |
|         | 1                                              | 13       | 22 octobre 2006     | 1er janvier 2007    | BBC Three           |
|         | 2                                              | 13       | 12 janvier 2008     | 4 avril 2008        | BBC Two             |
|         | La Terre volée / La Fin du voyage (cross-over) | 2        | 28 juin 2008        | 5 juillet 2008      | BBC One             |
|         | 3 : Les Enfants de la Terre                    | 5        | 6 juillet 2009      | 10 juillet 2009     | BBC One             |
|         | 4 : Le Jour du Miracle                         | 10       | 8 juillet 2011[a]   | 9 septembre 2011    | Starz / BBC One     |

## Liste des différentes Saisons

### 1reSaison(2006-2007)
La Saison 1 se concentre sur Gwen Cooper, son introduction à Torchwood et sa rencontre avec Jack Harkness ; ainsi que la présentation des personnages d'Owen Harper, Ianto Jones, Susie Costello et Toshiko Sato (déjà présenté dans l'épisode L'Humanité en péril de la Saison 1 de 2005 de Doctor Who). Il existe également plusieurs sous intrigues centrées autour de la faille, de l'amour d'Owen Harper pour Diane, d'une femme perdue dans le temps ainsi que de la liaison d'Owen Harper et Gwen Cooper, et sa relation avec son petit ami Rhys Williams.
| N° | Part. | Titre original          | Titre français          | Scénario                     | Réalisation     | Première diffusion au Royaume-Uni (Sur BBC Three) | Première diffusion en France (Sur NRJ12) | Code | Audience (en millions) |
| -- | ----- | ----------------------- | ----------------------- | ---------------------------- | --------------- | ------------------------------------------------- | ---------------------------------------- | ---- | ---------------------- |
| 1  | 1     | Everything changes      | Tout change             | Russell T Davies             | Brian Kelly     | 22 octobre 2006                                   | 12 octobre 2007                          | 1.1  | 2.52                   |
| 2  | 2     | Day One                 | Premier Jour            | Chris Chibnall               | Brian Kelly     | 22 octobre 2006                                   | 12 octobre 2007                          | 1.2  | 2.50                   |
| 3  | 3     | Ghost machine           | Machine fantôme         | Helen Raynor                 | Colin Teague    | 29 octobre 2006                                   | 12 octobre 2007                          | 1.3  | 1.77                   |
| 4  | 4     | Cyberwoman              | Femme cybernétique      | Chris Chibnall               | James Strong    | 5 novembre 2006                                   | 19 octobre 2007                          | 1.4  | 1.39                   |
| 5  | 5     | Small Worlds            | Petits Mondes           | Peter J. Hammond             | Alice Troughton | 12 novembre 2006                                  | 19 octobre 2007                          | 1.5  | 1.26                   |
| 6  | 6     | Countrycide             | La Récolte              | Chris Chibnall               | Andy Goddard    | 19 novembre 2006                                  | 19 octobre 2007                          | 1.6  | 1.22                   |
| 7  | 7     | Greeks Bearing Gifts    | Cadeaux grecs           | Toby Whithouse               | Colin Teague    | 26 novembre 2006                                  | 26 octobre 2007                          | 1.7  | 1.31                   |
| 8  | 8     | They Keep Killing Suzie | Ils tuent encore Suzie  | Paul Tomalin & Dan McCulloch | James Strong    | 3 décembre 2006                                   | 26 octobre 2007                          | 1.8  | 1.12                   |
| 9  | 9     | Random Shoes            | Chaussures en vrac      | Jacquetta May                | James Erskine   | 10 décembre 2006                                  | 2 novembre 2007                          | 1.9  | 1.08                   |
| 10 | 10    | Out of Time             | Hors du temps           | Catherine Tregenna           | Alice Troughton | 17 décembre 2006                                  | 2 novembre 2007                          | 1.10 | 1.03                   |
| 11 | 11    | Combat                  | Combat                  | Noel Clarke                  | Andy Goddard    | 24 décembre 2006                                  | 2 novembre 2007                          | 1.11 | 0.83                   |
| 12 | 12    | Captain Jack Harkness   | Capitaine Jack Harkness | Catherine Tregenna           | Ashley Way      | 1er janvier 2007                                  | 9 novembre 2007                          | 1.12 | 1.23                   |
| 13 | 13    | End of Days             | La Fin des temps        | Chris Chibnall               | Ashley Way      | 1er janvier 2007                                  | 9 novembre 2007                          | 1.13 | 1.23                   |

### 2eSaison(2008)
La Saison 2 se concentre sur la disparition de Jack Harkness et son retour ultérieur, ainsi que sur son passé, et présente également le personnage mystérieux mais dangereux nommé John Hart. Les épisodes 6 à 12 ont tous été diffusés sur BBC Three, une semaine avant leur diffusion sur BBC Two.
| N° | Part. | Titre original       | Titre français             | Scénario           | Réalisation          | Première diffusion au Royaume-Uni (Sur BBC Two) | Première diffusion en France (Sur NRJ12) | Code | Audience (en millions) |
| -- | ----- | -------------------- | -------------------------- | ------------------ | -------------------- | ----------------------------------------------- | ---------------------------------------- | ---- | ---------------------- |
| 14 | 1     | Kiss Kiss, Bang Bang | Le Retour de Jack          | Chris Chibnall     | Ashley Way           | 12 janvier 2008                                 | 5 septembre 2008                         | 2.1  | 4.22                   |
| 15 | 2     | Sleeper              | Alien mortel               | James Moran        | Colin Teague         | 23 janvier 2008                                 | 5 septembre 2008                         | 2.2  | 3.78                   |
| 16 | 3     | To the Last Man      | Le Soldat Thomas           | Helen Raynor       | Andy Goddard         | 30 janvier 2008                                 | 12 septembre 2008                        | 2.3  | 3.51                   |
| 17 | 4     | Meat                 | Le Moment de vérité        | Catherine Tregenna | Colin Teague         | 6 février 2008                                  | 12 septembre 2008                        | 2.4  | 3.28                   |
| 18 | 5     | Adam                 | Adam                       | Catherine Tregenna | Andy Goddard         | 13 février 2008                                 | 12 septembre 2008                        | 2.5  | 3.79                   |
| 19 | 6     | Reset                | Reset                      | J. C. Wilsher      | Ashley Way           | 13 février 2008                                 | 19 septembre 2008                        | 2.6  | 4.07                   |
| 20 | 7     | Dead Man Walking     | Le Gant de la résurrection | Matt Jones         | Andy Goddard         | 20 février 2008                                 | 26 septembre 2008                        | 2.7  | 4.32                   |
| 21 | 8     | A Day in the Death   | La Vie après la mort       | Joseph Lidster     | Andy Goddard         | 27 février 2008                                 | 26 septembre 2008                        | 2.8  | 4.26                   |
| 22 | 9     | Something Borrowed   | La Mère porteuse           | Phil Ford          | Ashley Way           | 5 mars 2008                                     | 3 octobre 2008                           | 2.9  | 3.75                   |
| 23 | 10    | From Out of the Rain | Le Dernier Souffle         | Peter J. Hammond   | Jonathan Fox Bassett | 12 mars 2008                                    | 3 octobre 2008                           | 2.10 | 3.85                   |
| 24 | 11    | Adrift               | Envers et contre tous      | Chris Chibnall     | Mark Everest         | 19 mars 2008                                    | 11 octobre 2008                          | 2.11 | 3.49                   |
| 25 | 12    | Fragments            | Fragments                  | Chris Chibnall     | Jonathan Fox Bassett | 21 mars 2008                                    | 19 octobre 2008                          | 2.12 | 3.60                   |
| 26 | 13    | Exit Wounds          | La Faille                  | Chris Chibnall     | Ashley Way           | 4 avril 2008                                    | 19 octobre 2008                          | 2.13 | 3.13                   |

### Cross-over avecDoctor Who(2008)
Lors du final de la Saison 4 de 2008 de Doctor Who, les personnages de Jack Harkness, Gwen Cooper et Ianto Jones sont présents dans le double épisode final, créant ainsi un crossover entre la série mère et le spin-off Torchwood (au même titre que Sarah Jane Smith et son fils Luke) 
| N°  | Part. | Titre original         | Titre français   | Scénario         | Réalisation   | Première diffusion au Royaume-Uni (Sur BBC One) | Première diffusion en France (Sur France 4) | Code | Audience (en millions) |
| --- | ----- | ---------------------- | ---------------- | ---------------- | ------------- | ----------------------------------------------- | ------------------------------------------- | ---- | ---------------------- |
| 198 | 12    | The Stolen Earth       | La Terre volée   | Russell T Davies | Graeme Harper | 28 juin 2008                                    | 3 février 2009                              | 4.12 | 8.78                   |
| 198 | 13    | Journey's End (65 min) | La Fin du voyage | Russell T Davies | Graeme Harper | 5 juillet 2008                                  | 3 février 2009                              | 4.13 | 10.57                  |

### 3eSaison(Torchwood: Les Enfants de la Terre)(2009)
La Saison 3 est centrée sur les 456, une mystérieuse race extraterrestre qui entre en contact avec la Terre via les enfants du monde, et présente comment les gouvernements du monde réagissent pour résoudre le problème. Il se concentre également sur la relation entre Jack Harkness et Ianto Jones, ainsi que sur Gwen Cooper et Rhys Williams.
| N° | Part. | Titre original | Titre français | Scénario                       | Réalisation | Première diffusion au Royaume-Uni (Sur BBC One) | Première diffusion en France (Sur NRJ12) | Code | Audience (en millions) |
| -- | ----- | -------------- | -------------- | ------------------------------ | ----------- | ----------------------------------------------- | ---------------------------------------- | ---- | ---------------------- |
| 27 | 1     | Day One        | Premier Jour   | Russell T Davies               | Euros Lyn   | 6 juillet 2009                                  | 17 novembre 2009                         | 3.1  | 6.47                   |
| 28 | 2     | Day Two        | Deuxième Jour  | John Fay                       | Euros Lyn   | 7 juillet 2009                                  | 17 novembre 2009                         | 3.2  | 6.14                   |
| 29 | 3     | Day Three      | Troisième Jour | Russell T Davies & James Moran | Euros Lyn   | 8 juillet 2009                                  | 24 novembre 2009                         | 3.3  | 6.40                   |
| 30 | 4     | Day Four       | Quatrième Jour | John Fay                       | Euros Lyn   | 9 juillet 2009                                  | 24 novembre 2009                         | 3.4  | 6.76                   |
| 31 | 5     | Day Five       | Cinquième Jour | Russell T Davies               | Euros Lyn   | 10 juillet 2009                                 | 24 novembre 2009                         | 3.5  | 6.58                   |

### 4eSaison(Torchwood: Le Jour du Miracle)(2011)
La Saison 4 est centrée sur un événement appelé Le Jour du Miracle, où tout le monde cesse de mourir et devient ensuite immortel. Il se concentre également sur le passé de Jack Harkness, son immortalité, ainsi que sur la relation entre Gwen Cooper et Rhys Williams. Il présente également de nouveaux personnages tels que Rex Matheson, Esther Drummond et Oswald Danes.
| N° | Part. | Titre original         | Titre français    | Scénario                         | Réalisation           | Première diffusion aux USA (Sur Starz) | Première diffusion au Royaume-Uni (Sur BBC One) | Première diffusion en France (Sur NRJ12) | Code | Audience (en millions) [b] |
| -- | ----- | ---------------------- | ----------------- | -------------------------------- | --------------------- | -------------------------------------- | ----------------------------------------------- | ---------------------------------------- | ---- | -------------------------- |
| 32 | 1     | The New World          | Un nouveau monde  | Russell T Davies                 | Bharat Nalluri        | 8 juillet 2011                         | 14 juillet 2011                                 | 30 novembre 2011                         | 4.1  | 1.51 / 6.59                |
| 33 | 2     | Rendition              | Le Transfert      | Doris Egan                       | Billy Gierhart        | 15 juillet 2011                        | 21 juillet 2011                                 | 30 novembre 2011                         | 4.2  | 0.98 / 5.75                |
| 34 | 3     | Dead of Night          | PhiCorp           | Jane Espenson                    | Billy Gierhart        | 22 juillet 2011                        | 28 juillet 2011                                 | 30 novembre 2011                         | 4.3  | 1.02 / 5.49                |
| 35 | 4     | Escape to L.A.         | Mort, c'est mort  | Jim Gray & John Shiban           | Billy Gierhart        | 29 juillet 2011                        | 4 août 2011                                     | 7 décembre 2011                          | 4.4  | 0.94 / 5.19                |
| 36 | 5     | The Categories of Life | Les Modules       | Jane Espenson                    | Guy Ferland           | 5 août 2011                            | 11 août 2011                                    | 7 décembre 2011                          | 4.5  | 1.02 / 5.17                |
| 37 | 6     | The Middle Men         | Les Témoins       | John Shiban                      | Guy Ferland           | 12 août 2011                           | 18 août 2011                                    | 7 décembre 2011                          | 4.6  | 0.88 / 4.60                |
| 38 | 7     | Immortal Sins          | Péchés immortels  | Jane Espenson                    | Gwyneth Horder-Payton | 19 août 2011                           | 25 août 2011                                    | 14 décembre 2011                         | 4.7  | 0.92 / 4.48                |
| 39 | 8     | End of the Road        | Le Bout du tunnel | Jane Espenson & Ryan Scott       | Gwyneth Horder-Payton | 26 août 2011                           | 1er septembre 2011                              | 14 décembre 2011                         | 4.8  | 1.17 / 4.64                |
| 40 | 9     | The Gathering          | Le Rendez-vous    | John Fay                         | Guy Ferland           | 2 septembre 2011                       | 8 septembre 2011                                | 14 décembre 2011                         | 4.9  | 1.05 / 4.63                |
| 41 | 10    | The Blood Line         | La Fin du miracle | Russell T Davies & Jane Espenson | Billy Gierhart        | 9 septembre 2011                       | 15 septembre 2011                               | 14 décembre 2011                         | 4.10 | 0.95 / 5.13                |

## Remarques
- [a] Tout les épisodes ont été diffusés au Royaume-Uni 6 jours après leur diffusion originale aux USA.
- [b] Les audiences sont marquées dans l'ordre de diffusion, donc USA / UK